# 沃尔福德 (北达科他州)
沃尔福德（英語：Wolford），是美国北达科他州下属的一座城市。根据2010年美国人口普查，该市有人口36人。